# Krisztián Rabb
Krisztián Rabb (Budapest, 10 de noviembre de 2001) es un deportista húngaro que compite en esgrima, especialista en la modalidad de sable.
Participó en los Juegos Olímpicos de París 2024, obteniendo una medalla de plata en la prueba por equipos (junto con Csanád Gémesi, András Szatmári y Áron Szilágyi).
Ganó una medalla de plata en el Campeonato Mundial de Esgrima de 2025 y dos medallas de oro en el Campeonato Europeo de Esgrima, en los años 2024 y 2025.

## Palmarés internacional
| Juegos Olímpicos   | Juegos Olímpicos | Juegos Olímpicos | Juegos Olímpicos  |
| Año                | Lugar            | Medalla          | Prueba            |
| ------------------ | ---------------- | ---------------- | ----------------- |
| 2024               | París (Francia)  | Medalla de plata | Sable por equipos |
| Campeonato Mundial |                  |                  |                   |
| Año                | Lugar            | Medalla          | Prueba            |
| 2025               | Tiflis (Georgia) | Medalla de plata | Sable por equipos |
| Campeonato Europeo |                  |                  |                   |
| Año                | Lugar            | Medalla          | Prueba            |
| 2024               | Basilea (Suiza)  | Medalla de oro   | Sable por equipos |
| 2025               | Génova (Italia)  | Medalla de oro   | Sable por equipos |